# Скороходов, Павел Аликович
Павел Аликович Скороходов (13 января 1981 года, Шелехов — 24 января 2014 года, Ачхой-Мартановский район) — подполковник ФСБ РФ, сотрудник группы «В» («Вымпел») Центра специального назначения ФСБ (начальник группы управления).

## Биография
Родился 13 января 1981 года в городе Шелехов Иркутской области. Сестра — Юлия Крицкая, старший помощник руководителя Следственного управления СКР по Иркутской области. Окончил Шелеховский городской лицей в 1998 году, во время учёбы увлекался разными силовыми и игровыми видами спорта. В возрасте 16 лет на соревнованиях по гиревому спорту поднял пудовую гирю 220 раз, что стало рекордом лицея. Также играл на флейте и гитаре, посещал фотокружок. Окончил Рязанское гвардейское высшее воздушно-десантное командное училище в 2003 году с отличием (специальность — «инженер по эксплуатации и ремонту гусеничного транспорта»), успешно выступал на соревнования по гиревому спорту и рукопашному бою.
С 2003 года нёс службу в управлении «В» (спецподразделение «Вымпел») Центра специального назначения ФСБ России, став первым уроженцем Шелехова в составе «Вымпела». Неоднократно отправлялся в командировки на Северный Кавказ в составе группы «Вымпел»: в первую командировку уехал через несколько месяцев после попадания в ряды «Вымпела». Участвовал в 2004 году в операции по освобождению заложников, захваченных в школе № 1 города Беслан. Отмечен рядом государственных и ведомственных наград, в том числе медалью ордена «За заслуги перед Отечеством» II степени с изображением мечей, медалями «За спасение погибавших», «За отвагу», «За участие в контртеррористической операции», медалями Жукова и Суворова. 22 апреля 2010 года во время поиска замаскированной базы боевиков Павел спас своего однофамильца, майора ФСБ Константина Скороходова, который подорвался на противопехотной мине, потерял обе ноги и получил серьёзную травму левой руки. Павел нёс его несколько километров до вертолёта. В марте 2013 года был ранен во время операции в дагестанском посёлке Семендер, после лечения вернулся в строй.
24 января 2014 года подполковник Павел Скороходов как начальник группы участвовал в операции по поиску замаскированной базы исламских экстремистов в Ачхой-Мартановском районе Чеченской Республики. При занятии бойцами огневой позиции сработал радиоуправляемый фугас: начальник отделения 3-го отдела подполковник Александр Кайтуков и подчинявшийся ему Скороходов погибли от взрыва. Скороходов был похоронен в Москве на Николо-Архангельском кладбище. Посмертно указом Президента Российской Федерации награждён орденом Мужества. Оставил жену и сына Егора.

## Память
С 2014 года в декабре во Дворце спорта г. Иркутск проводится ежегодный турнир по армейскому рукопашному бою с участием российских и иностранных спортсменов; также имя погибших Кайтукова и Скороходова носит ежегодный турнир по дзюдо в Балашихе, проходящий в январе. С 25 декабря 2017 года имя подполковника Павла Скороходова носит Иркутский кадетский корпус.